# Marmoritis
Marmoritis là một chi thực vật có hoa trong họ Hoa môi (Lamiaceae).

## Loài
Chi Marmoritis gồm các loài: